# 日本鳥学会誌
日本鳥学会誌（にほんちょうがっかいし）は、日本鳥学会が発行する和文誌。日本鳥学会の学術誌として1915年に創刊された 『鳥』 から、1986年に現在の誌名に改称、その後2002年に英文誌 『Ornithological Science』 を分離し、鳥学に関する論文を広く掲載する学術誌として現在に至る。